# Manton (Lincolnshire)
Pour les articles homonymes, voir Manton.
Manton est une paroisse civile et un village du Lincolnshire, en Angleterre.